# Scotinotylus kimjoopili
Scotinotylus kimjoopili là một loài nhện trong họ Linyphiidae.
Loài này thuộc chi Scotinotylus. Scotinotylus kimjoopili được Kirill Yuryevich Eskov & Yuri M. Marusik miêu tả năm 1994.